# Nguyễn Trãi

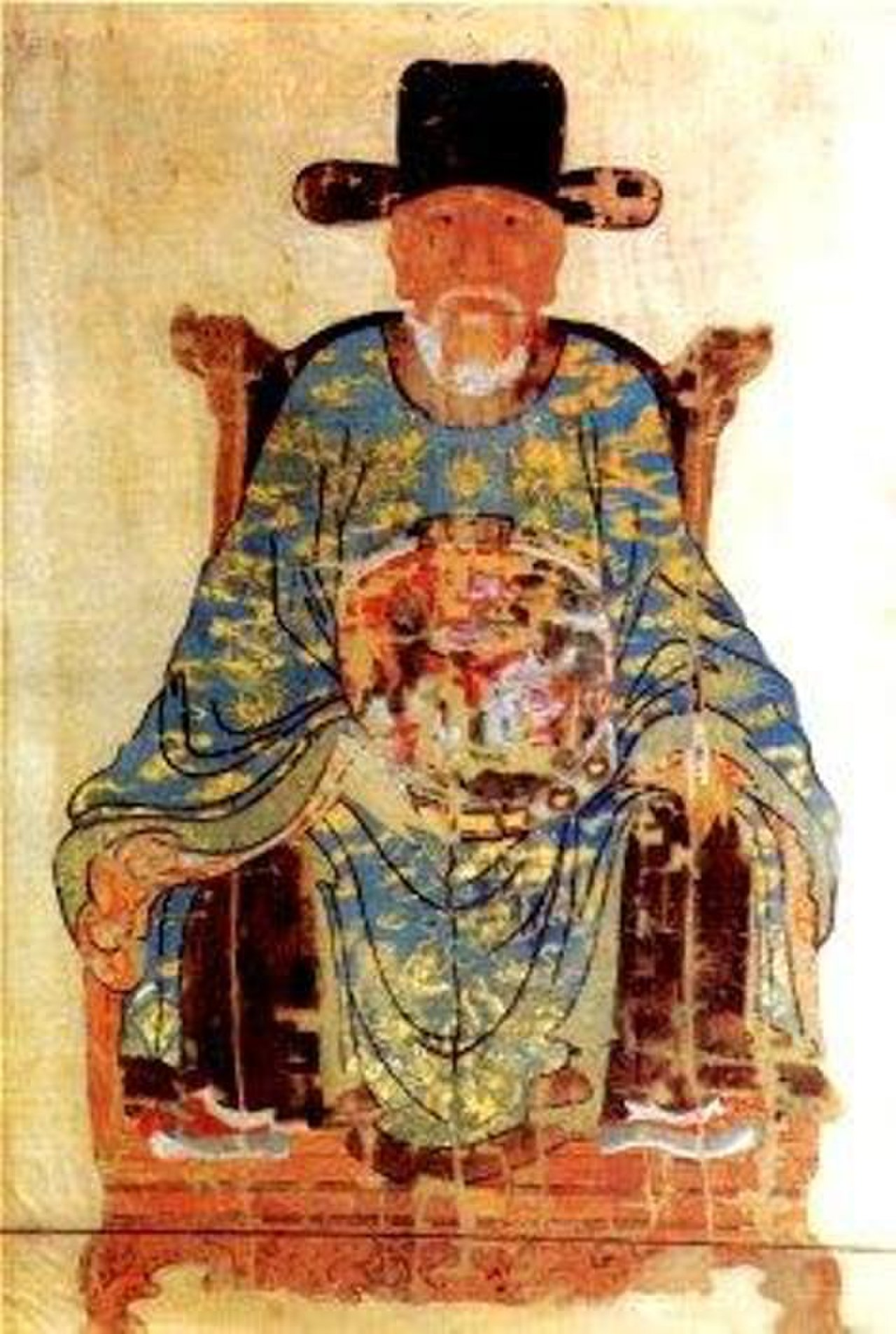
Porträt von Nguyen Trai

Nguyễn Trãi (Hán Tự 阮廌, Hofname Ức Trai (抑齋); * 1380; † 1442) war ein vietnamesischer konfuzianischer Gelehrter, Politiker, Stratege und Dichter.

## Leben
Nguyễn Trãi stammte aus einer adeligen Familie, er wurde als Sohn von Nguyễn Ứng Long und der Tochter des Generals Trần Nguyên Đán in Thăng Long geboren. Als sein Vater in Gefangenschaft der Ming-Chinesen geriet, suchte Nguyễn Trãi einen Weg, um die Chinesen aus dem Land zu vertreiben. Später wurde er zum Berater und engen Freund von Lê Lợi (Tempelname Lê Thái Tổ), der Vietnam 1428 von den Ming-Chinesen befreite und dann selbst den Thron bestieg und die Spätere Lê-Dynastie begründete. Nguyễn Trãi spielte in diesem Sieg eine wichtige Rolle. Ihm wird nachgesagt, er sei der Autor zahlreicher politischer Bekanntmachungen Lê Lợis und habe so viele Vietnamesen dazu bewegt, Lê Lợis Rebellion gegen die Besatzung durch die Herrscher der Ming-Dynastie zu unterstützen. Sein berühmtestes Werk ist Bình Ngô đại cáo („Die Unabhängigkeitserklärung von China“).
Nach dem Krieg erhielt Nguyễn Trãi  einen hohen Rang am noch jungen Hof. Es gab aber Spannungen zwischen ihm und anderen Mandarinen; viele von ihnen wollten ihn daraufhin aus dem Weg räumen. Auch die Beziehung zwischen Nguyễn Trãi und König Lê Lợi verschlechterte sich, weshalb er sich aus der Politik zurückzog und nach Con Son zurückkehrte, wo er sich mit seinen literarischen Arbeiten beschäftigte.
Sein Tod bezeichnete das Ende eines politischen Skandals, in dem auch der junge König Lê Thái Tông involviert war. Er wurde beschuldigt, in den Mord an seinem König verwickelt gewesen zu sein. Hintergrund war, dass Anfang 1442 Lê Thái Tông eine Affäre mit Nguyễn Thị Lộ, einer Konkubine von Nguyễn Trãi begann, als er den alten Gelehrten besuchte. Kurze Zeit später wurde der König plötzlich krank und starb. Seine Gegner nutzten dieses Ereignis aus und beschuldigten ihn des Mordes. Daraufhin wurde Nguyễn Trãi und seine Familie bis in die dritte Generation zum Tode verurteilt.
Zwanzig Jahre später wurde Nguyễn Trãi offiziell durch König Lê Thánh Tông rehabilitiert, da er unschuldig am Tod des vorigen Königs gewesen war.

## Seine literarischen Werke
Nguyễn Trãi war nicht nur ein großer Politiker, militärischer Führer und Nationalheld, sondern ist auch eine berühmte Persönlichkeit in der Weltgeschichte. Er schrieb viele Werke der Literatur, Geschichte und Geografie, wie etwa „Quốc âm thi tập“, welches das erste literarische Werk ist, das in Chữ nôm geschrieben wurde.
In einem seiner berühmtesten Aufsätze zeichnete er die vietnamesische Strategie für den Unabhängigkeitskampf auf. Hier wurde argumentiert, dass Militäroperationen dem politischen und moralischen Kampf untergeordnet sein müssen. Er sagte: „Besser die Herzen als die Zitadellen erobern“.
Seine Ideologie stellte seine Zeit dar. Sein ganzes Leben lang, während des Krieges sowie in der Aufbauperiode, zeigt er in seinen Gedichten und in der Literatur seine Menschlichkeit, seinen Patriotismus und seine Liebe zum Volk.